# Anti-Drug Abuse Act de 1988
Lire en ligne

Texte complet

Le Anti-Drug Abuse Act de 1988 est un amendement de l'Anti-Drug Abuse Act de 1986. Il ajoute au trafic de drogue la possession de cocaïne pure qui devient la première substance à être sanctionné par une peine plancher pour sa seule possession. La peine est de 5 ans d'emprisonnement pour la possession de plus de 5 grammes. Elle est la majeure loi de la War on Drugs. Son budget estimé lors de l'année fiscale 1989 est de 6,5 milliards de dollars. 